# Exacum courtallense
Exacum courtallense är en gentianaväxtart som beskrevs av George Arnott Walker Arnott. Exacum courtallense ingår i släktet Exacum och familjen gentianaväxter. Inga underarter finns listade i Catalogue of Life.